# Scotinella custeri
Scotinella custeri är en spindelart som beskrevs av Levi 1951. Scotinella custeri ingår i släktet Scotinella och familjen flinkspindlar. Inga underarter finns listade i Catalogue of Life.